# Гончаров, Василий Михайлович
Васи́лий Миха́йлович Гончаро́в (1861 — 23 августа (5 сентября) 1915) — русский кинорежиссёр и сценарист, один из пионеров российского кинематографа.

## Биография
О начальном периоде жизни Василия Гончарова известно мало. По происхождению — «воронежский мещанин», родился в 1861 году, много лет был чиновником на станции Аксай Козлово-Воронежско-Ростовской железной дороги. Составитель справочника транспортных тарифов.
Гончаров увлекался театром и пробовал писать пьесы. В 1880-х годах он предлагал свои драмы из современной жизни к постановке в провинциальные театры, но они были отклонены цензурой как «неудобные к постановке». Тогда же Гончаров напечатал в местных изданиях несколько бытовых очерков и рассказов, вступил в Общество русских драматических писателей и оперных композиторов и в Общество писателей и учёных России.
В начале 1900-х годов после смерти жены Гончаров перенёс серьёзное расстройство психики и на некоторое время был помещён в лечебницу. Выздоровев, он возвращается на службу и в 1906 году получает должность начальника узловой станции Малороссийская на Владикавказской железной дороге. Продолжает он и литературно-театральную работу, переключившись на комедии и исторические драмы, которые по-прежнему оказываются непригодны для постановки. В это же время начинается его увлечение кинематографом, и он придумывает включать в свои пьесы демонстрацию «киноиллюстраций».
Весной 1908 года Гончаров оставляет службу, решив вплотную заняться работой для театра. Он приезжает в Москву, где, несмотря на немалые усилия, ему удается пристроить лишь две свои пьесы, в том числе «историческую былину» о Степане Разине «Понизовая вольница». Для этой постановки требовались «киноиллюстрации», за содействием в создании которых Гончаров обращается к кинопредпринимателю Александру Дранкову; последний быстро убеждает его, что на этом же материале следует сделать фильм. В результате, помимо театральной постановки, появляется ещё и кинотеатральная. Фильм «Понизовая вольница» (другое название — «Стенька Разин») стал одной из самых первых российских кинопостановок, а заодно вызвал скандал вокруг вопроса признания авторских прав сценариста: Гончаров обратился в Союз драматических и музыкальных писателей с письмом, в котором просил «охранять его авторские права во всех синематографических театрах», но получил отказ, мотивированный парадоксально: его сценарии были признаны «механическими» и «не подходящими под определение литературного произведения»; указывалось также, что развитие синематографических театров идёт во вред развитию «настоящих театральных предприятий».
Рассорившись с Дранковым, Гончаров начинает сотрудничать с кинопредпринимателем Паулем Тиманом, у которого дебютирует в качестве режиссёра исторической иллюстрации «Смерть Иоанна Грозного» (1909). Фильм оказался неудачным и, расставшись с Тиманом, Гончаров обращается к Александру Ханжонкову. Они договариваются о постановке Гончаровым фильмов «Песнь про купца Калашникова» и «Русская свадьба XVI столетия» (1909), на съёмке которых, по воспоминаниям Ханжонкова, Гончаров поначалу демонстрировал весьма экзотические (даже для самоучки) приемы работы с актёрами: на репетициях главной задачей для участников было уложить всю сцену в отведенное время, которое Гончаров отслеживал по секундомеру; в итоге постановка превращалась в безумную гонку. Усилиями Ханжонкова и его сотрудников удалось научить Гончарова более приемлемым методам режиссуры, однако впоследствии Ханжонков специально для Гончарова ввёл (впервые в мире) должность помощника режиссёра, негласной задачей которого было сдерживать (обычно буквально) эмоциональные порывы постановщика. Первым помощником Гончарова был Пётр Чардынин, впоследствии один из самых знаменитых дореволюционных российских режиссёров.
На фабрике Ханжонкова Гончаров поставил также фильмы «Ванька-ключник», «Мазепа», «Чародейка» и другие (все — 1909), в которых характерные черты его фильмов уже вполне определяются — все они историко-этнографические, с высокой степенью театральной условности и часто композиционно копируют известные живописные полотна.
Гончаров был не вполне доволен сотрудничеством с Ханжонковым, поэтому в 1909—1910 годах некоторое время сотрудничал с московскими отделениями французских студий «Братья Пате» и «Гомон». Он значится режиссёром близкой его духу картины «Ухарь-купец» (1909), однако, по воспоминаниям участников съёмок, картину ставили приезжие французские постановщики, и роль Гончарова в создании этого фильма не вполне ясна.
В 1911 году Гончаров возвращается к Ханжонкову для совместной постановки масштабного исторического полотна «Оборона Севастополя» (другое название — «Воскресший Севастополь»), посвящённого событиям Крымской войны — первой полнометражной российской кинокартины. Проект получил поддержку членов императорской фамилии, что дало возможность привлечь к съёмкам в Севастополе неограниченное число статистов из числа военнослужащих гарнизона и Черноморского флота. На съёмках этого фильма Гончаров использовал некоторые новаторские для того времени приёмы: съёмки макетов, съёмки с верхней точки, параллельный монтаж и другие. Фильм пользовался большим успехом и стал одним из наивысших художественных достижений Гончарова.
За ним последовала юбилейная постановка «Воцарение дома Романовых» (1913), осуществлённая Гончаровым совместно с Петром Чардыниным.
Впоследствии Гончаров, предсказуемо оказавшийся слишком консервативным, чтобы успеть за быстрым развитием киностилистики, переходит от режиссуры к административной работе в компании Ханжонкова.
Василий Михайлович Гончаров скоропостижно скончался 5 сентября 1915 года.

## Фильмография
- 1908 — Понизовая вольница (сценарист, другие названия — «Стенька Разин», «Стенька Разин и княжна»)
- 1909 — Песнь про купца Калашникова (не сохранился)
- 1909 — Русская свадьба XVI столетия
- 1909 — Ванька-ключник
- 1909 — Вий (не сохранился)
- 1909 — Драма в Москве
- 1909 — Мазепа
- 1909 — Пётр Великий (другое название — «Жизнь и смерть Петра Великого»)
- 1909 — Преступление и наказание (не сохранился)
- 1909 — Смерть Иоанна Грозного
- 1909 — Ухарь-купец
- 1909 — Чародейка (другое название — «Нижегородское предание»)
- 1910 — В полночь на кладбище (не сохранился)
- 1910 — Дедушка Мороз (не сохранился)
- 1910 — Жизнь и смерть Пушкина
- 1910 — Коробейники
- 1910 — Русалка
- 1911 — Евгений Онегин
- 1911 — Оборона Севастополя (другое название — «Воскресший Севастополь»)
- 1912 — 1812 год (другие названия — «Отечественная война», «Нашествие Наполеона», «Бородинский бой»)
- 1912 — Братья-разбойники
- 1912 — Крестьянская доля
- 1913 — Воцарение дома Романовых
- 1913 — Жизнь как она есть (не сохранился)
- 1913 — Покорение Кавказа (не сохранился)
- 1914 — Волга и Сибирь (другое название — «Ермак Тимофеевич — покоритель Сибири», не сохранился)